# Le Chant du paradis
Le Chant du paradis (titre original : The Minstrel Boy) est un roman britannique de A. J. Cronin publié en 1975.

## Résumé
Deux jeunes gens attendent d'être reçus par le préfet des études d'un collège de jésuites. Tous deux sont orphelins de père mais tandis que Desmond Fitzgerald est un fils de famille qui a toujours connu l'aisance, la mère d'Alec Shannon doit recourir au prêteur sur gages pour acheter un costume à son fils...
Toutefois le hasard, en les faisant se rencontrer ce jour-là, va unir étroitement ces garçons dissemblables.
Desmond entre au séminaire, Alec à la faculté de médecine. Et le destin, bientôt, se chargera d'inverser les rôles : Alec ne cessera de s'élever dans la société et de médecin, deviendra romancier à succès ; Desmond, au contraire, sera cruellement victime du charme qui lui gagne toutes les femmes...
Heureusement, une amitié comme celle de ces deux êtres résiste aux coups du sort.